# Give–Herning Jernbane
Give-Herning Jernbane är en statsägd järnväg som går mellan Give i Region Syddanmark och Herning i Region Midtjylland på Jylland i Danmark. Den ingår i det danska statliga nätet.

## Trafik
Det går persontåg varje timme på denna bana. Dessa tåg går sträckan Fredericia–Vejle–Give–Herning–Struer. Vartannat av dessa är intercitytåg och går ända från Köpenhamn. Vartannat är regionaltåg och utgår från Fredericia. Körtiden är cirka 30 minuter mellan Give och Herning, och cirka 60 minuter mellan Vejle och Herning.
Trafikmässigt är Vejle-Give Jernbane och Give-Herning Jernbane en enda järnväg. Det är bara formellt och historiskt de är olika.

## Historia
Banan invigdes 1914 som statsbana. Det var en fortsättning på privatbanan Vejle-Give Jernbane som är betydligt äldre och som övertogs av staten då Give-Herning Jernbane byggdes. 